# Звијезде и линије (комбинаторика)
У контексту комбинаторне математике, звијезде и линије представљају графичку помоћ за извођење одређених комбинаторних теорема. Вилиам Фелер га је популаризовао у својој класичној књизи о вјероватноћи. Може да се користити за рјешавање многих једноставних проблема бројања, као на примјер на колико начина може да се расподјели n идентичних лоптица у k различитих посуда.

## Дефиниције теоремe
Метода звијезда и линија се често уводи посебно да би се доказале следеће две теореме елементарне комбинаторике.

### Прва теорема
За сваки пар позитивних цијелих бројева n и k, број k-торки позитивних цијелих бројева чија је сума n једнак је броју (k − 1) елемената подскупа скупа са n − 1 елементом.

Оба ова броја су представљена биномним коефицијентом {\displaystyle \textstyle {n-1 \choose k-1}}. На пример, када је n = 3 и k = 2, торке које се броје по теореми су (2, 1) и (1, 2), и има их {\displaystyle {\tbinom {3-1}{2-1}}=2}.

### Друга теорема
За сваки пар позитивних цијелих бројева n и k, број k-торки ненегативних цијелих бројева чија је сума n једнак је броју мултисетова кардиналности k − 1 узетих из сета велилине n + 1.

Оба броја се добијају из мултисета од {\displaystyle \left(\!{\tbinom {n+1}{k-1}}\!\right)}, или еквивалентно биномским коефицијентом {\displaystyle {\tbinom {n+k-1}{k-1}}={\tbinom {n+k-1}{n}}} или мултисет бројем {\displaystyle {\big (}\!{\tbinom {k}{n}}\!{\big )}}. На пример, када је n = 3 и k = 2, торке које се броје по теореми су (3, 0), (2, 1), (1, 2), и (0, 3), и има их {\displaystyle \left(\!{\tbinom {3+1}{2-1}}\!\right)=4}.

## Доказ помоћу методе звезда и линија

### Прва теорема
Претпоставимо да постоји n објеката (представљених звијездама; у примеру испод n = 7) који се стављају у k посуда (у примеруk = 3), тако да све посуде садрже бар један објекат. Посуде се различите (рецимо нумерисане су од 1 до k ), али n звијезда су идентичне (тако да се конфигурације разликују само по броју звијезда присутних у свакој посуди). Конфигурација је тако представљена помоћу k-торки позитивних цијелих бројева, као у дефиницији теореме. Умјесто да почнемо са стављањем звијезда у посуде, почињемо тако што ћемо поставити звијезде у линију једну поред друге:
| ★ ★ ★ ★ ★ ★ ★ |

гдје ће се звијезде за прву посуду узети са лијеве стране, а затим звијезде за другу посуду, и тако даље. Тако ће се конфигурација одредити када се зна која је прва звијезда која иде у другу посуду, прва звијезда која иде у трећу посуду, и тако даље. Ово се може означити стављањем k − 1 усправних линија  на мјестима између  двије звезде. Пошто нити једна канта не смије да буде празна, може бити највише једана линије између датог пара звијезди:
| ★ ★ ★ ★ | \| | ★ | \| | ★ ★ |

Посматрајте n звијезда као фиксне објекте који дефинишу n − 1 празнина између звијезда, у сваком од њих може а и не мора бити једна линија (усправна линија раздвајања). Конфигурација се добија избором k − 1 ових празнина које заправо садржи линију; дакле, постоји {\displaystyle {\tbinom {n-1}{k-1}}} могућих конфигурација (види комбинације).

### Друга теорема
У овом случају, приказ торки-а као низа звијезди и линија, са линијама које дијеле звијезде у посуде, је непромењен. Слабије ограничење ненегативности (умјесто позитивности) значи да се може поставити више линија између две звијезде, као и постављање линија пре прве звијезде или после последње звијезде. Тако, на пример, када је n = 7 и k = 5, торке (4, 0, 1, 2, 0) могу бити представљене следећим дијаграмом.
| ★ ★ ★ ★ | \| | \| | ★ | \| | ★ ★ | \| |

Овим се успоставља бијекција један-на-један између торки жељеног облика и селекције са заменом k − 1 празнине од n + 1 доступних празнина, или еквивалентно са (k − 1) елемената мулти сетова извучених из скупа величине n + 1. По дефиницији, такви објекти се броје помоћу вишеструког броја {\displaystyle \left(\!{\tbinom {n+1}{k-1}}\!\right)}.
Да бисмо видели да се ти објекти такође броје биномским коефицијентом {\displaystyle {\tbinom {n+k-1}{n}}}, приметите да се жељени распоред састоји од n + k − 1 објеката (n звијезда и k − 1 линија). Одабир позиција за звијезде оставља тачно k − 1 мјеста лијево за k − 1 линија. Односно, одабир позиција за звијезде одређује читав распоред, тако да се распоред одређује са {\displaystyle {\tbinom {n+k-1}{n}}} избором. Напоменути да {\displaystyle {\tbinom {n+k-1}{n}}={\tbinom {n+k-1}{k-1}}}, што нам такође говори да је такође могуће одредити аранжман одабиром позиција за k − 1 линију.

## Примјери
Ако n = 5, k = 4, и скуп величине k је {a, b, c, d},
тада ★|★★★||★ представља мултисет {a, b, b, b, d} или 4-торке(1, 3, 0, 1). Приказ било ког мултисета за овај примјер би користио n = 5 звијезда и k − 1 = 3 линија.
Многи проблеми у комбинаторици решавају се горенаведеним теоремама. На пример, ако неко жели да преброји број начина за дистрибуцију седам идентичних кованица од једног долара између Амбер, Бена и Кертиса тако да сваки од њих добије бар један долар, може се приметити да су дистрибуције у суштини еквивалентне торкама од три позитивна целе бројеве чија је сума 7. (Овде први унос у торку је број кованица дат Амбер, и тако даље). Тако се звијезде и линије могу примјенити са n = 7 и k = 3, и постоји {\displaystyle \textstyle {7-1 \choose 3-1}=15} начина дистрибуције новчића.